# Belarussische Dynamische-Pyramide-Meisterschaft
Die belarussische Dynamische-Pyramide-Meisterschaft ist ein Billardturnier zur Ermittlung der nationalen Meister von Belarus in der Disziplin Dynamische Pyramide, das alle zwei Jahre ausgetragen wird.
Fünf Spieler gewannen bislang einen Titel, Uladsislau Radsiwonau, Jauhen Saltouski und Swjataslau Sjamjonau bei den Herren sowie Kazjaryna Perepetschajewa und Anastassija Filipawa bei den Damen.

## Herrenturnier

### Die Turniere im Überblick
| Jahr | Belarussischer Meister | Ergebnis | Finalist           | Halbfinalisten 1     |
| ---- | ---------------------- | -------- | ------------------ | -------------------- |
| 2016 | Swjataslau Sjamjonau   | 6:3      | Aljaksandr Hamesa  | Andrej Hluschanin    |
| 2016 | Swjataslau Sjamjonau   | 6:3      | Aljaksandr Hamesa  | Jauhen Kurta         |
| 2018 | Jauhen Saltouski       | 5:1      | Jan Hryhorjeu      | Juryj Maschnenko     |
| 2018 | Jauhen Saltouski       | 5:1      | Jan Hryhorjeu      | Aljaksej Plaunik     |
| 2020 | Uladsislau Radsiwonau  | 6:4      | Waleryj Tschyschou | Uladsislau Bulyka    |
| 2020 | Uladsislau Radsiwonau  | 6:4      | Waleryj Tschyschou | Wadsim Nabojtschenko |

### Rangliste
| Platz | Spieler               | Gold | Silber | Bronze |
| ----- | --------------------- | ---- | ------ | ------ |
| 1     | Uladsislau Radsiwonau | 1    | 0      | 0      |
| 1     | Jauhen Saltouski      | 1    | 0      | 0      |
| 1     | Swjataslau Sjamjonau  | 1    | 0      | 0      |

## Damenturnier

### Die Turniere im Überblick
| Jahr | Belarussische Meisterin   | Ergebnis | Finalistin           | Halbfinalistinnen 2  |
| ---- | ------------------------- | -------- | -------------------- | -------------------- |
| 2018 | Kazjaryna Perepetschajewa | (4:0) 3  | Dyjana Chaladowitsch | Julija Raschetnikawa |
| 2018 | Kazjaryna Perepetschajewa | (4:0) 3  | Dyjana Chaladowitsch | Wolha Dabryjan 4     |
| 2020 | Anastassija Filipawa      | 4:3      | Wolha Dabryjan       | Alina Ossada         |
| 2020 | Anastassija Filipawa      | 4:3      | Wolha Dabryjan       | Lisaweta Alimenko    |

### Rangliste
| Platz | Spieler                   | Gold | Silber | Bronze |
| ----- | ------------------------- | ---- | ------ | ------ |
| 1     | Kazjaryna Perepetschajewa | 1    | 0      | 0      |
| 1     | Anastassija Filipawa      | 1    | 0      | 0      |